# Michail Frinovskij
Michail Petrovitj Frinovskij, ryska: Михаи́л Петро́вич Фрино́вский, född 7 februari 1898 i Narovtjat i Guvernementet Penza, död (avrättad) 4 februari 1940 i Moskva, var en sovjetisk tjänsteman inom NKVD. Frinovskij var förste biträdande folkkommissarie för inrikes ärenden 1937–1938 och en av de ytterst ansvariga för stora utrensningen. Sedan Nikolaj Jezjov fallit i onåd avsattes Frinovskij, dömdes till döden och avrättades tillsammans med sin familj.

## Biografi

### Tidig karriär
Frinovskijs var far var präst och modern hade stora jordegendomar. Han studerade vid en teologisk läroanstalt i Krasnoslobodsk och genomgick befälsutbildning vid Moskvas militärakademi. Under första världskriget förfalskade Frinovskij sitt födelseår, så han kunde ta värvning i armén. Han stred vid ett kavalleriregemente från januari 1916 och deserterade i augusti samma år. Frinovskij slog sig samman med en grupp desertörer som försörjde sig på rån. 1917 rånmördade de generalmajor M. A. Bem och hans familj. Under julidagarna i Petrograd deltog Frinovskij i gatustrider och var med om att avrätta tillfångatagna kadetter. Frinovskij var sedan efterlyst av myndigheterna och arbetade som bokhållare på ett militärsjukhus.
1918 gick Frinovskij med i den bolsjevikiska fraktionen inom socialdemokratiska partiet. Under inbördeskriget blev han medlem i tjekan och tjänstgjorde därefter som politisk kommissarie. 1922–1923 var han chef för GPU i Kiev, 1925–1927 biträdande plenipotentiär för OGPU i norra Kaukasus samt chef för specialadministrationen i norra Kaukasus, och han var 1930–1933 chef för OGPU i Azerbajdzjanska SSR. 1933 blev Frinovskij chef för gränsbevakningen inom OGPU, medan 1934–1936 arbetade som chef för gräns- och inrikes säkerhetstjänsten vid NKVD.
1919 var Frinovskij med om att bekämpa Nestor Machnos bondearmé och anhängare till Gröna armén i Ukrainska SSR. Han gjorde sig känd som en hänsynslös befälhavare som inte tog några fångar. 1933, när Frinovskij tjänstgjorde i Azerbajdzjan, skickades han till Xinjiang för att slåss mot antikommunister och bönder från Altaj och Kazakstan som motsatt sig tvångskollektiviseringen. Röda armén och trupper från Manchuriet invaderade den nyligen utropade Första östturkestanska republiken. Xinjiang, ledd av Sheng Shicai, blev mer eller mindre en sovjetisk satellitstat efter att det östturkestanska upproret krossats. Frinovskij var 1933 med om att leda anfallet mot Kashgar, där kommunisterna segrade.

### Jezjovs högra hand
Genrich Jagoda avskedades i september 1936 som folkkommissarie för inrikes ärenden. När Nikolaj Jezjov efterträdde honom, ersatte han Jagodas stab med eget folk. Frinovskij utnämndes till biträdande folkkommissarie för inrikes ärenden under Jezjov den 16 oktober samma år. Förste biträdande folkkommissarie var fortfarande Jakov Agranov, som Jezjov ville bli av med, då han ansåg att Agranov stod för nära Jagoda. Jezjov litade desto mer på Frinovskij, eftersom Frinovskijs förhållande till Jagoda var sämre. Den 29 mars 1937 ledde Frinovskij den grupp av NKVD-män som grep och misshandlade Jagoda.
Den 15 april 1937 utnämndes Frinovskij till förste biträdande folkkommissarie samt chef för GUGB. Under ett av hans första möten med Jezjov efteråt, konfronterade Jezjov honom och bad honom erkänna sina ”synder”. ”Du har så många synder att du borde arresteras direkt”, hade Jezjov sagt. Jezjov ville ha personal som kunde kontrolleras, och därför bad han Frinovskij att anställa personer som hade ett för NKVD känt komprometterande förflutet.
Frinovskij ledde utredningen mot Jagoda tillsammans med bland andra Leonid Zakovskij. Stalin ville att Jagoda skulle knytas till en trotskistisk konspiration, vilket utredningen inte lyckades åstadkomma. Emellertid lyckades de få Jagoda att erkänna mordförsök på Jezjov, och Frinovskij vittnade om att Jezjov utsattes för gifter på sitt kontor. Under den senare rättegången mot Jezjov visade det sig att det var han själv som konstruerat historien.
Utrensningen av Jagodas män fortsatte så länge Jezjov var chef. En av dem som Jezjov ville bli kvitt var chefen för utrikeskommissariatet, Abram Slutskij. På grund av sin ställning blev inte Slutskij arkebuserad, utan lurades till ett möte på Frinovskijs kontor den 17 februari 1938. Medan Slutskij och Frinovskij diskuterade, kom en tredje person in i rummet, drogade Slutskij med kloroform och injicerade honom med gift. Leonid Zakovskij, en annan av Jezjovs biträdande, medverkade vid mordet. Frinovskij var sedan med om att förfalska dödsattesten, där dödsorsaken angavs som hjärtinfarkt.

### Organisering av NKVD-trojkor

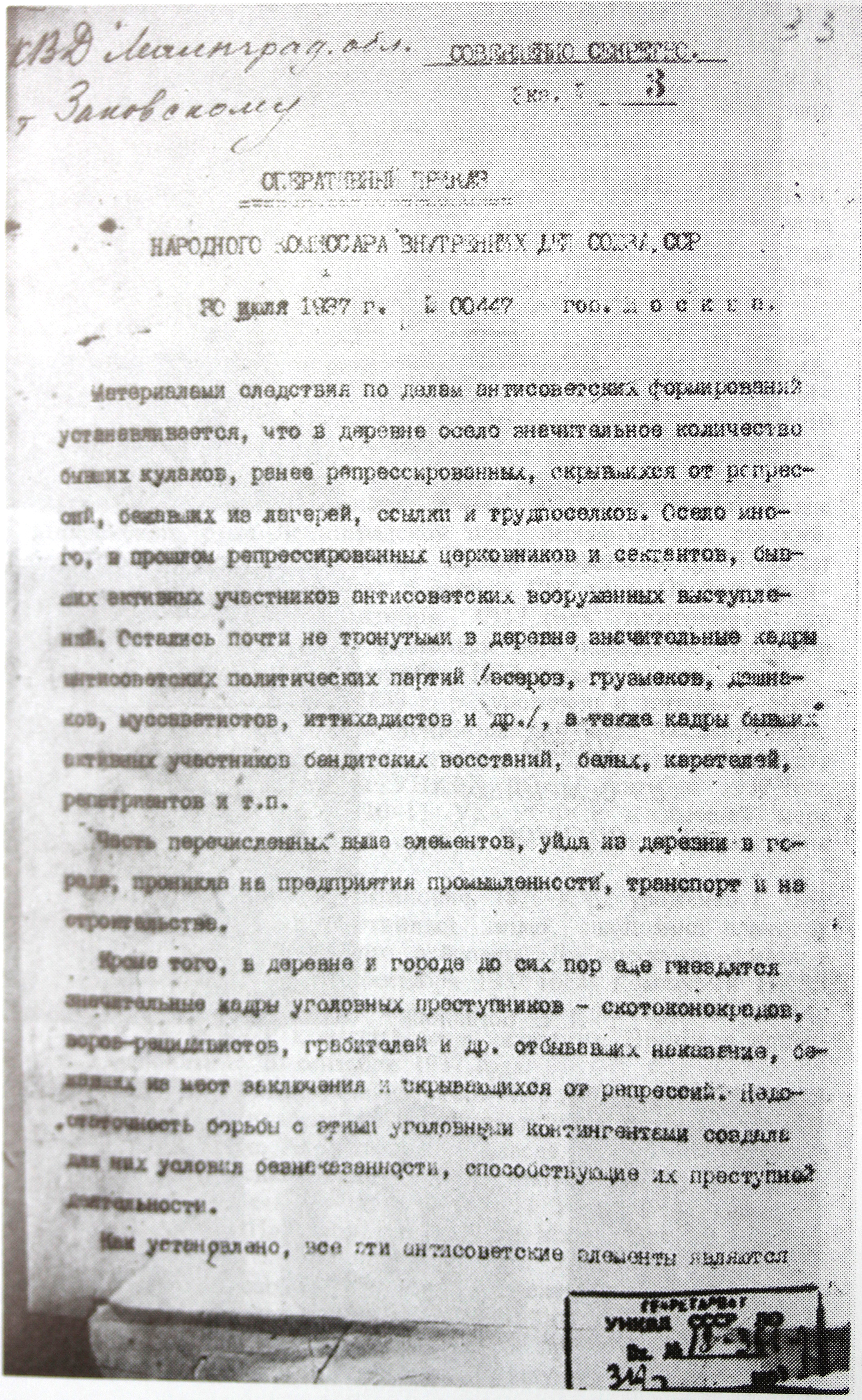
Frinovskij var ansvarig för att verkställa order 00447, som ledde till att över 700 000 människor dömdes till döden eller arbetsläger.

I juli 1937 bildades NKVD-trojkor för att enligt order 00447 bekämpa antisovjetiska element. Frinovskij och Jezjov konstruerade kvoter för hur många som i varje region skulle gripas, skjutas och förvisas. I hela Sovjetunionen skulle 269 000 personer gripas, varav 76 000 skulle avrättas genast och 193 000 förvisas till Gulag på mellan åtta och tio år. Ansvaret för att verkställa order 00447 låg på Frinovskij.
Order 00447 följdes av flera ”nationella operationer”, i vilka etniska minoriteter förtrycktes. Proceduren för dessa operationer var inledningsvis annorlunda. Då de regionala trojkorna saknade befogenhet att på egen hand döma anklagade kontrarevolutionärer, skickade regionerna var tionde dag in namnlistor, så kallade ”album”, till Moskva för bekräftelse. Namnlistorna studerades av en dvojka (tvåmannakommitté), bestående av Andrej Vysjinskij och endera Jezjov eller Frinovskij. Dessa gav sedan regionerna godkännande om domar i de enskilda fallen. I början av 1938 lades nästan alla NKVD:s resurser på att bekämpa nationella elementet, samtidigt som operationen mot kulaker avstannade. Albumen var dock så omfattande att dovjkan i Moskva inte hann gå igenom dem. Till exempel informerade Frinovskij NKVD-chefen i Sverdlovsk att över 10 000 personer i albumen därifrån inte hörde hemma i de etniska kategorierna.
1938 författade Frinovskij NKVD:s order 004486 och 003866, vilket innebar deportation av barn och hustrur till folkfiender. Till följd av dessa order deporterades 18 000 barn och 25 000 kvinnor. Frinovskij var med om att organisera Moskvarättegångarna och ledde utredningen mot marskalk Michail Tuchatjevskij, som därefter avrättades. Trots att Frinovskij var vän till Tuchatjevskij och själv officer, fredades han under utrensningen inom Röda armén, vilket Stalin i efterhand lär ha ångrat.
Efter att han själv greps, vittnade Frinovskij om att NKVD:s utredare använde våld för att på kortast möjliga tid få ett erkännande från fången. Efteråt ändrade Jezjov och Frinovskij i vittnesmålen utan att själva konfrontera fången. Liksom sin chef misshandlade Frinovskij personligen fångar. En fånge lär ha slagit ut hans tänder och Frinovskij bar därefter implantat. Med tiden blev Jezjov allt mer alkoholiserad och tvingade Frinovskij att delta i dryckesgillena som hölls på hans kontor.

### Terror inom NKVD
Terrorn inom NKVD ökade i takt med att Jezjov kände sig trängd och riskerade att avsättas av Stalin. För att diskret minska Jezjovs makt, utnämnde Stalin honom i april 1938 till folkkommissarie för sjöfart. Fortfarande skulle han dock kvarstå som folkkommissarie för inrikes ärenden. Under de första två månaderna på båda posterna anförtrodde Jezjov nästan alla sina uppgifter inom NKVD åt Frinovskij. I april 1938 lät Jezjov arrestera Zakovskij och förklarade detta med att Zakovskij kraftigt överskridit de satta kvoterna för Leningradområdet. Hela tiden beordrade Jezjov fler arresteringar, så hans fiender inom NKVD inte skulle vinna Stalins gunst. Frinovskij visade dock tecken på att förhala ordern.

### Affären Ljusjkov och terror i Mongoliet
I juni 1938 fick Jezjov veta att den före detta NKVD-chefen i Fjärran östern, Genrich Ljusjkov, begett sig till satellitstaten Mongoliet och överlämnat sig åt japanerna. Ljusjkov hotades med arrestering sedan Jezjov fått information om att han ingick i en konspiration runt Jagoda. Jezjov hade dock avvaktat med att vidta åtgärder och i stället rått Ljusjkov att begå självmord. Sålunda hade Jezjov gått emot centralkommitténs och Frinovskijs vilja att gripa Ljusjkov. Den 17 juni skickades Frinovskij av Stalin till Chabarovsk för att utreda vad som hänt. Frinovskij skulle också organisera omfattande arresteringar. I Mongoliet lät Frinovskij förstärka gränserna och deportera invånare inåt landet.
Under andra kinesisk-japanska kriget, med början under sommaren 1937, befarade Stalin att Mongoliet skulle hotas av en japansk invasionsarmé. Stalin varnades av Jezjov för en stundande japansk revolt i Mongoliet, varför Frinovskij och en delegation i augusti 1938 skickades till Novosibirsk. Framkommen till Irkutsk möttes delegationen av den lokala styrelsen. Inför åskådare slog Frinovskij till en tjänsteman som tog emot dem för att demonstrera hur ”fiender” skulle behandlas. Den 24 augusti kom Frinovskij och den nye chefen för västsibiriska NKVD, Sergej Mironov, oanmälda fram till Ulan Bator. Någon japansk revolt ägde inte rum, utan Röda armén marscherade i stället in i satellitstaten.
Till Ulan Bator medförde Frinovskij en lista över ”konspiratörer” som skulle gripas. Frinovskijs närvaro har därmed ofta framställts som början på stora terrorn i Mongoliska folkrepubliken. Emellertid genomfördes inte gripandena helt enligt Frinovskijs lista, som innehöll 115 namn på jurister, forskare, militärer och präster. Frinovskij förefaller ha haft en övervakande roll snarare än en ordergivande. Massarresteringar inleddes den 10 september, varmed 80 procent av arméledningen och nästan hela den politiska eliten som tillträtt 1934 rensades ut. Frinovskij organiserade en trojkaliknande tribunal som skulle hantera dödsdomarna och reste sedan tillbaka till Moskva.

### Frinovskij avsätts från NKVD
Medan Frinovskij vistades i Mongoliet i slutet av augusti 1938 utnämndes Lavrentij Berija till Jezjovs förste biträdande folkkommissarie för inrikes ärenden, vilket innebar en tydlig försvagning av Jezjovs ställning. När Frinovskij återvände till Moskva den 25 augusti fick han på järnvägsstationen veta att Berija skulle efterträda honom som förste biträdande folkkommissarie. Frinovskij reste genast till Jezjovs datja, där den deprimerade Jezjov för ovanlighetens skull hälsade på honom med kindpussar. Jezjov rådde honom att avrätta de fängslade NKVD-ledarna innan Berija fick tag på dem. Bland andra dessa fanns Zakovskij som sköts under de hektiska dagarna innan Berija hann installeras. Frinovskij avgick som biträdande folkkommissarie den 8 september, varefter han tillträdde som folkkommissarie för örlogsflottan.
Redan i maj 1938 hade Frinovskij och Jezjov försökt samla bevis mot den allt mäktigare Berija, för att kunna eliminera honom. De samlade in vittnesmål om misshandel och försökte bevisa att Berija i Georgien haft samröre med mensjevikerna. Jezjov vidarebefordrade informationen till Stalin, men detta förändrade ingenting. Över 7 000 anställda inom NKVD, inklusive flera som deltagit i Jezjovs terror, omplacerades eller avskedades av Berijas administration. NKVD:s personalstyrka växte dock. Försöken från Jezjov och Frinovskij att isolera Berija med hjälp av eget folk misslyckades. Under alkoholintag höll Frinovskij, Jezjov och Lev Belskij möten och diskuterade hur de skulle återta kontrollen över NKVD. Onykter skulle Jezjov sagt sig ha haft planer på att mörda Berija.
Den 19 november kallade Stalin till möte i Kreml. Närvarande var bland andra Jezjov, Frinovskij, Molotov, Vorosjilov, Zjdanov, Berija, Malenkov, Kaganovitj. Jezjov anklagades för att ha infiltrerat NKVD med spioner. Sista gången Jezjov träffade Stalin var den 23 november, varefter han begärde avsked som folkkommissarie för inrikes ärenden.
Vid partikongressen i mars 1939 var Frinovskij delegat men valdes inte till presidiet, vilket oroade honom. Positionen gick i stället till befälhavaren för stillahavsflottan. Han blev heller inte omvald till centralkommittén. Efter kongressen ansökte han hos Stalin om avsked som folkkommissarie för örlogsflottan och hänvisade till sin brist på erfarenhet, men ansökan avslogs. Flera före detta NKVD-tjänstemän anförde komprometterande vittnesmål mot Frinovskij, vilket ledde till att hans maktbefogenheter begränsades. Han skrev brev till Stalin, försäkrade denne om sin lojalitet och bad om att få konfronteras med sina motståndare. Vid centralkommitténs plenum avskedades Jezjov från samtliga uppdrag inom partiet och kvarstod blott som folkkommissarie för sjöfart.

### Gripande och avrättning
Den 10 april 1939 greps Jezjov och flera personer i hans familjära och yrkesrelaterade omgivning. Frinovskij greps den 6 april, och något senare greps Frinovskijs hustru Nina och parets 17-årige son Oleg. Enligt en utsaga som Berijas son Sergo Berija fick berättad för sig, skulle Frinovskij, medveten om att han var eftersökt, ha barrikaderat sig i sitt hem. Berija tvingade en NKVD-officer som var god vän med Frinovskij, att ta sig in i bostaden under förespegling att vilja hjälpa honom att fly. Officeren släpptes in och grep Frinovskij. Han placerades i Suchanovkafängelset, där han efter fem dagar skrev en bekännelse till Berija. Den 43 sidor långa skriften gavs till Stalin, som läste den noggrant.
Den 16 januari 1940 överlämnade Berija till Stalin en lista med 457 namn på spioner, kontrarevolutionärer och trotskister. Av dessa föreslog Berija att 346 skulle dömas till döden, däribland Frinovskij med familj. Politbyrån godkände förslaget dagen därpå. Samtidigt pågick rättegångarna mot Jezjov och hans anhang, mellan januari och februari. Jezjov dömdes till döden och sköts natten till den 3 mars.
Frinovskij dömdes redan den 3 februari till döden, för delaktighet i Jezjovs konspiration, och arkebuserades fem dagar senare. Hans släktingar har efter Stalintiden försökt få Frinovskij rehabiliterad, men yrkandena har avslagits med hänsyn till hans inblandning i stora utrensningen. Även Frinovskijs hustru och son arkebuserades; de har i efterhand frikänts från domarna. 1941 berövades Frinovskij postumt alla medaljer och sin militära rang. Han var bland annat dekorerad med Röda fanans orden, Leninorden och Röda stjärnans orden.